# Saketa (India)
Saketa o Saketana es un antiguo nombre ―casi desconocido― de la ciudad de Aiodhiá, un importante sitio de peregrinación en la India, porque era el lugar donde el Ramaiana (texto épico-religioso del siglo III a. C.) declaraba que había nacido el rey dios Rama.
Quizá sea también el nombre de alguna otra ciudad mítica.

## Nombre y etimología
- sāketa en AITS (alfabeto internacional de transliteración sánscrita).[1]
- साकेत en letra devanagari para escribir sánscrito.[1]
- Pronunciación: /saakéta/.[1]
- Etimología: ‘cerca del cielo’, siendo sa: ‘con’, cerca; y keta: ‘deseo, voluntad, intención, riqueza, atmósfera, cielo’.[2]

En el Rig-veda (el texto más antiguo de la India, de mediados del II milenio a. C.) la palabra parecida sáketa significa ‘con la misma intención’, siendo sa: ‘con’, cerca; y keta: ‘deseo, voluntad, intención, riqueza, atmósfera, cielo’.
Sa-ketana significa ‘con morada’, que posee una casa.

## Otros Sáketa
Existe un libro llamado 
Sáketa-majatmia (las glorias de Aiodhia),
Aiodhia-majatmia (las glorias de Aiodhia) o
Sáketa-purana (leyendas de Aiodhia).
En el Taitiríia-samjita se menciona que Sáketa es el nombre de uno de los dioses Áditia (los hijos de la diosa Áditi).
Sáketa también es el nombre de una obra poética hinduista de Maithili Sharan Gupta (1886-1964), una versión del Ramaiana contada a través de los ojos de Urmila, la hija menor del rey Yanaka de Mithila y hermana menor de la protagonista Sita. Era esposa de Laksmaná, el hermano menor del rey Rama. Tuvieron dos hijos: Angada y Dharma Ketu.
En el distrito de Delhi sur (en Delhi) existe un barrio llamado Saket, en honor a la antigua Sáketa/Aiodhia.